# نبرد گذرگاه بوناری

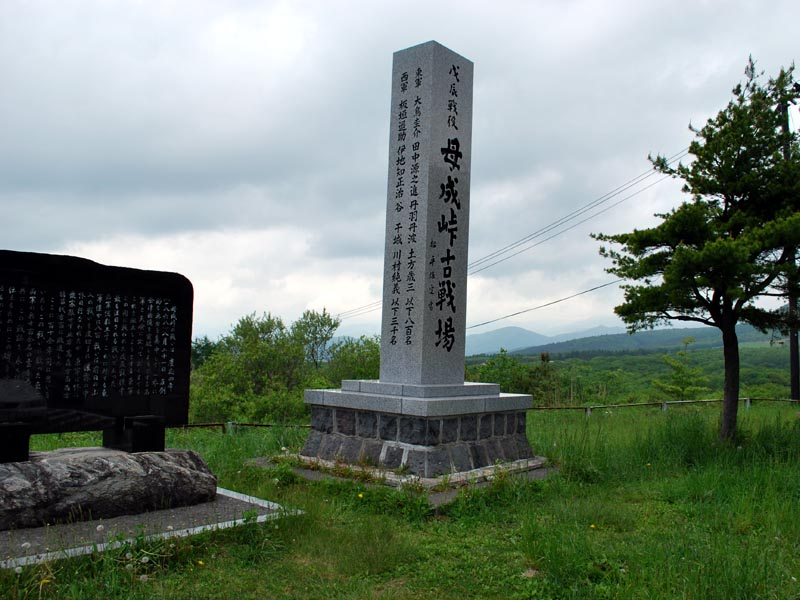
نمایی از بنای یادبود «نبرد بوناری پاس» در کوری‌یاما، فوکوشیما - ۲۰۰۸

نبرد گذرگاه بوناری یا نبرد گذرگاه مادر (به ژاپنی: 母成峠の戦い) یک بخش از نبردهای مربوط به جنگ بوشین بود که در ۶ اکتبر ۱۸۶۸ یا روز بیست و یکم از ماه هشتم سال چهارم کیئو (دوره) طبق گاهشماری ژاپنی رخ داد. گذرگاه بوناری یک راه و استراتژیک در محدوده ای قلمروی آیزو بود.